# Fides Romanin
Fides Romanin (Forni Avoltri, 1934. november 12. – Forni Avoltri, 2019. október 23.) olasz sífutó, olimpikon.

## Pályafutása
Az 1952-es oslói olimpián az olasz csapat zászlóvívője volt. A 10 km-es versenyszámban a 17. helyen végzett. Az 1956-os Cortina d'Ampezzo-i olimpián 10 km-en a 31., 3 × 5 km-es váltóban a nyolcadik helyen végzett. Váltóban Rita Bottero és Ildegarda Taffra volt a csapattársa.

## Sikerei, díjai
- Olasz bajnokság
  - bajnok (2): 1954, 1955 (mind váltó)
  - 2. (5): 1951 (10 km), 1956 (váltó), 1957 (10 km és váltó), 1958 (10 km)
  - 3. (3): 1952, 1955, 1959 (mind 10 km)